# Campeonato Mundial de Atletismo Sub-20 de 2022 - 400 m masculino
A prova dos 400 metros masculino do Campeonato Mundial de Atletismo Sub-20 de 2022 ocorreu entre os dias 2 a 4 de agosto de 2022 no Estádio Olímpico Pascual Guerrero, em Cali, na Colômbia.

## Recordes
Antes desta competição, os recordes mundiais e do campeonato nesta prova eram os seguintes:
|       | Nome           | Nacionalidade  | Tempo | Local   | Data                   |
| ----- | -------------- | -------------- | ----- | ------- | ---------------------- |
| WU20R | Steve Lewis    | Estados Unidos | 43.87 | Seul    | 28 de setembro de 1988 |
| CR    | Anthony Pesela | Botswana       | 44.58 | Nairóbi | 21 de agosto de 2021   |
| WU20L | Steven McElroy | Estados Unidos | 44.93 | Eugene  | 25 de junho de 2022    |

## Medalhistas
| Ouro               | Prata                | Bronze                |
| Lythe Pillay (RSA) | Steven McElroy (USA) | Yusuf Ali Abbas (BHR) |

## Cronograma
Todos os horários são locais (UTC-5).
| Data        | Hora  | Evento    |
| ----------- | ----- | --------- |
| 2 de agosto | 07:25 | Bateria   |
| 3 de agosto | 16:25 | Semifinal |
| 4 de agosto | 14:50 | Final     |

## Resultados

### Bateria
Qualificação: Os 4 primeiros de cada bateria (Q) e os 4 tempos mais rápidos (q).
| Posição | Bateria | Atleta                       | Nacionalidade            | Tempo        | Notas |
| ------- | ------- | ---------------------------- | ------------------------ | ------------ | ----- |
| 1       | 2       | Lythe Pillay                 | África do Sul            | 46.02        | Q,    |
| 2       | 2       | Yusuf Ali Abbas              | Bahrein                  | 46.21        | Q     |
| 3       | 2       | Delano Kennedy               | Jamaica                  | 46.24        | Q,    |
| 4       | 4       | Steven McElroy               | Estados Unidos           | 46.38        | Q     |
| 5       | 3       | Tadeáš Plaček                | Chéquia                  | 46.56        | Q,    |
| 6       | 1       | Ángel González               | Espanha                  | 46.65        | Q     |
| 7       | 3       | Shaemar Uter                 | Jamaica                  | 46.66        | Q     |
| 8       | 5       | Masataka Tomoda              | Japão                    | 46.68        | Q     |
| 9       | 2       | Elkanah Chemelili            | Quênia                   | 46.69        | Q     |
| 10      | 2       | Martin Kouyoumdjian          | Chile                    | 46.75        | q,    |
| 11      | 5       | Ashton Schwartzman           | Estados Unidos           | 46.76        | Q     |
| 12      | 4       | Christopher Morales-Williams | Canadá                   | 46.81        | Q     |
| 13      | 4       | Andreas Grimerud             | Noruega                  | 46.85        | Q     |
| 14      | 3       | Markel Fernández             | Espanha                  | 46.87        | Q     |
| 15      | 1       | Busang Kebinatshipi          | Botswana                 | 46.89        | Q     |
| 16      | 4       | Tjaart van der Walt          | África do Sul            | 47.00        | Q     |
| 17      | 1       | Vinivius Moura               | Brasil                   | 47.02        | Q     |
| 18      | 5       | Joshua Atkinson              | Tailândia                | 47.03        | Q     |
| 19      | 3       | Shion Arita                  | Japão                    | 47.10 [.092] | Q     |
| 20      | 1       | Tyler Floyd                  | Canadá                   | 47.10 [.094] | Q     |
| 21      | 5       | Marko Orešković              | Croácia                  | 47.12        | Q,    |
| 22      | 2       | Cooper Sherman               | Austrália                | 47.16        | q,    |
| 23      | 5       | Lukas Krappe                 | Alemanha                 | 47.25        | Q,    |
| 24      | 1       | Lukas Sutkus                 | Lituânia                 | 47.39        | q,    |
| 25      | 5       | Denis Toma                   | Roménia                  | 47.64        |       |
| 26      | 1       | Bamidele Ajayi               | Nigéria                  | 47.67        |       |
| 27      | 4       | Michal Haidelmeier           | Chéquia                  | 47.70        |       |
| 28      | 1       | Remus Niculita               | Roménia                  | 47.80        |       |
| 29      | 3       | Emmanuel Rwotomiya           | Uganda                   | 47.86        |       |
| 30      | 5       | Luca Sito                    | Itália                   | 48.03        |       |
| 31      | 2       | Amal Glasgow                 | São Vicente e Granadinas | 48.26        |       |
| 32      | 3       | Lex Revell-Lewis             | Nova Zelândia            | 48.66        |       |
| 33      | 4       | Tumiso Gabonamong            | Botswana                 | 48.72        |       |
| 34      | 3       | João Ribeiro Barros          | Brasil                   | 48.73        |       |
| 35      | 4       | Joshua Mpanza                | Zâmbia                   | DSQ          | DSQ   |

### Semifinal
Qualificação: Os 2 primeiros de cada bateria (Q) e os 2 tempos mais rápidos (q). 
| Posição | Bateria | Atleta                       | Nacionalidade  | Tempo | Notas           |
| ------- | ------- | ---------------------------- | -------------- | ----- | --------------- |
| 1       | 2       | Delano Kennedy               | Jamaica        | 45.49 | Q,              |
| 2       | 3       | Lythe Pillay                 | África do Sul  | 45.61 | Q,              |
| 3       | 1       | Steven McElroy               | Estados Unidos | 45.67 | Q               |
| 4       | 2       | Busang Kebinatshipi          | Botswana       | 45.91 | Q               |
| 5       | 1       | Shaemar Uter                 | Jamaica        | 45.96 | Q,              |
| 6       | 3       | Joshua Atkinson              | Tailândia      | 46.13 | Q, NU20R        |
| 7       | 1       | Yusuf Ali Abbas              | Bahrein        | 46.21 | q               |
| 8       | 2       | Tyler Floyd                  | Canadá         | 46.22 | q,              |
| 9       | 2       | Christopher Morales-Williams | Canadá         | 46.27 | Recorde pessoal |
| 10      | 2       | Ashton Schwartzman           | Estados Unidos | 46.50 |                 |
| 11      | 3       | Andreas Grimerud             | Noruega        | 46.54 |                 |
| 12      | 3       | Masataka Tomoda              | Japão          | 46.62 |                 |
| 13      | 2       | Tadeáš Plaček                | Chéquia        | 46.63 |                 |
| 14      | 1       | Martin Kouyoumdjian          | Chile          | 46.69 | Recorde pessoal |
| 15      | 1       | Ángel González               | Espanha        | 46.81 |                 |
| 16      | 1       | Markel Fernández             | Espanha        | 46.88 |                 |
| 17      | 3       | Cooper Sherman               | Austrália      | 46.94 | Recorde pessoal |
| 18      | 2       | Vinicius Moura               | Brasil         | 47.00 |                 |
| 19      | 1       | Marko Orešković              | Croácia        | 47.51 |                 |
| 20      | 3       | Lukas Sutkus                 | Lituânia       | 47.55 |                 |
| 21      | 3       | Tjaart van der Walt          | África do Sul  | 47.69 |                 |
| 22      | 3       | Shion Arita                  | Japão          | 47.97 |                 |
| 23      | 1       | Elkanah Chemelili            | Quênia         | 48.03 |                 |
| 24      | 2       | Lukas Krappe                 | Alemanha       | 48.10 |                 |

### Final
A prova final foi realizada no dia 4 de agosto às 14:50. 
| Posição           | Raia | Atleta              | Nacionalidade  | Tempo | Notas           |
| ----------------- | ---- | ------------------- | -------------- | ----- | --------------- |
| Medalha de ouro   | 5    | Lythe Pillay        | África do Sul  | 45.28 | Recorde pessoal |
| Medalha de prata  | 4    | Steven McElroy      | Estados Unidos | 45.65 |                 |
| Medalha de bronze | 1    | Yusuf Ali Abbas     | Bahrein        | 45.80 | Recorde pessoal |
| 4                 | 2    | Tyler Floyd         | Canadá         | 46.01 | Recorde pessoal |
| 5                 | 7    | Joshua Atkinson     | Tailândia      | 46.31 |                 |
| 6                 | 8    | Shaemar Uter        | Jamaica        | 46.36 |                 |
| 7                 | 3    | Busang Kebinatshipi | Botswana       | DSQ   | DSQ             |
| 8                 | 6    | Delano Kennedy      | Jamaica        | DSQ   | DSQ             |

Legenda
| Recorde mundial       | Recorde mundial (World record)               |                       | Recorde africano                      | Recorde africano (African) |                                           | Q | Classificado por posição (Qualified) |
| Recorde do campeonato | Recorde do campeonato (Championship record)  | Recorde da América    | Recorde da América (Americas)         | q                          | Classificado por melhor tempo (Qualified) |   |                                      |
| Melhor marca do ano   | Melhor marca do ano (World leading)          | Recorde asiático      | Recorde asiático (Asian)              | DNS                        | Não largou (Did not start)                |   |                                      |
| Recorde nacional      | Recorde nacional (National record)           | Recorde europeu       | Recorde europeu (European)            | DNF                        | Não terminou (Did not finish)             |   |                                      |
| Recorde pessoal       | Recorde pessoal do atleta (Personal best)    | Recorde da Oceania    | Recorde da Oceania (Oceania)          | DSQ / DQ                   | Desclassificado (Disqualified)            |   |                                      |
| Recorde da temporada  | Recorde da temporada do atleta (Season best) | Recorde sul-americano | Recorde sul-americano (South America) | NM                         | Sem marca (No mark)                       |   |                                      |